# Maxakali
I Maxakali  sono un gruppo etnico del Brasile con una popolazione stimata in 1.500 individui nel 2010 (Funasa).

## Lingua
Parlano la lingua Maxakali che appartiene alla famiglia linguistica Maxakali. Molti Maxakali parlano anche il portoghese, soprattutto quelli dell'area di Agua Boa.

## Insediamenti
Vivono nello stato brasiliano di Minas Gerais, tra i fiumi Pardo e Doce, a nord-est dello stato. Vivono in due aree indigene, Agua Boa e Pradinho, unite per formare il territorio indigeno Maxakalí, nel comune di Bertópolis, sulle sorgenti del fiume Umburanas.